# 沈有容
沈有容（1557年1月22日—1627年），字士弘，号宁海，明朝官員，生於南直隸宣城（今安徽）。沈寵（曾任僉事）之孫。萬曆七年（1579年）武鄉試中舉，隨遼東總兵李成梁等人累立戰功，世蔭千戶。聞名於沈有容諭退紅毛番以及力戰福建浙江倭寇。

## 生平

### 早年生平及家族
沈有容生於嘉靖三十五年十二月二十二日戌時（1557年1月22日）。沈有容的祖父沈寵，為嘉靖年間舉人，官廣西右參議。父沈懋敬，由邑庠生入國子監，歷蒲州同知，所在有政聲。端肅廉潔，守身如不及。以子沈有嚴封德慶州知州，天启中期，以次子有容贈都督僉事。
沈有容曾自稱「少時好馳馬試劍，遂誤入武途」。萬曆五年（1577年），沈有容隨其叔父沈懋學到北京，走訪邊防要地，從此展開軍旅生涯。
萬曆七年（1579年），沈有容參加於應天府的武試，中第四名。萬曆八年（1580年），沈有容到北京參加庚辰會試落榜。投靠薊遼總制（薊遼總督）梁夢龍，被任為「旗牌」，補昌平鎮總兵轄下右騎營千總。
萬曆十一年（1583年）二月，時任薊永等處總兵官的戚繼光被改調廣東，「山海一帶多事」。沈有容被薊遼總督張佳胤調薊鎮東路，防守燕、臺二路。

### 從征東北
萬曆十二年（1584年）秋，蒙古朵顏長昂以三千騎兵入侵劉家口。沈有容於夜半帶著二十九人前去夜襲，沈有容身中二矢，斬首六級，蒙古寇於是退走，從此立下威名。後來被遼東巡撫顧養謙召為麾下，負責訓練火器。
萬曆十四年〈1586年〉跟隨李成梁出塞攻打蒙古，抵可可毋林，斬馘多。
萬曆十五年（1587年）再與李成梁出塞外攻克北關（海西女真）部落。因功績而得世廕千戶，升遷為都司僉事，守衛浮屠谷。
萬曆二十年（1592年）爆發朝鮮之役，時日本關白豐臣秀吉入侵朝鮮，沈有容被指派跟從宋應昌、李如松等支援朝鮮，後來與宋應昌意見不合而要求調回中國。

### 諭退荷蘭

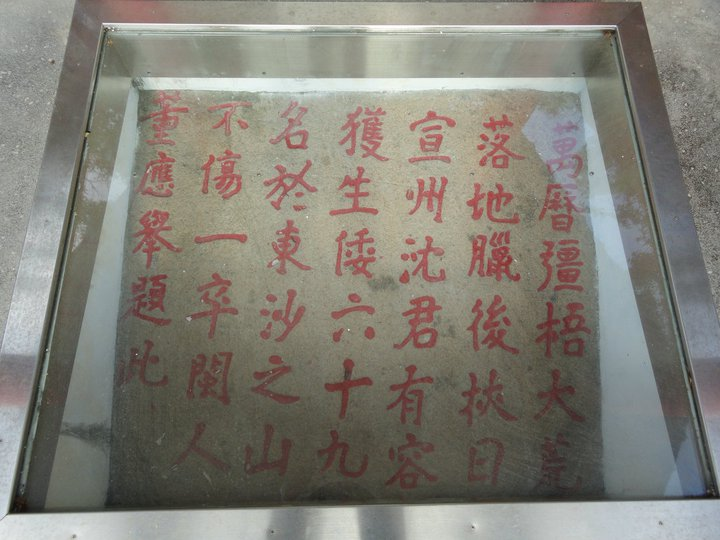
馬祖莒光鄉大埔石刻。刻文上記載沈有容擊敗日本船隊的事蹟，由董應舉題文於此。

萬曆二十五年（1597年）年秋，獲福建巡撫金學曾起用，守海坛（今福建平潭），以防備倭寇響應豐臣秀吉入侵東南沿海。萬曆二十六年（1598年）调守泉州府，掌浯（屿）铜（山）游兵，期間兩次歼击倭寇有功，擢升为浯屿钦依把总，驻守浯屿水寨。
萬曆三十年（1602年）移镇晋江石湖，同年七月，倭寇流劫广东、福建、浙江等沿海地區后來到當時稱「東番」的台灣以為巢穴。沈有容招募渔民到台湾“阴诇地势”、“图其地理”，并且加紧操练水军。同年冬，福建巡抚朱运昌發密札“令剿东番（台湾）倭”，沈有容拟“出其不意，攻其不备，率二十四艘軍艦渡海前往台灣，大破倭寇。焚沉倭寇船隻六艘，斩首十五级，夺回被掳男女三百七余人，從此台海上息肩者十年。並沈有容帶軍在大員駐紮二十多天。隨行的陳第即根據台灣當時的原住民風土民情寫成《東番記》一文。

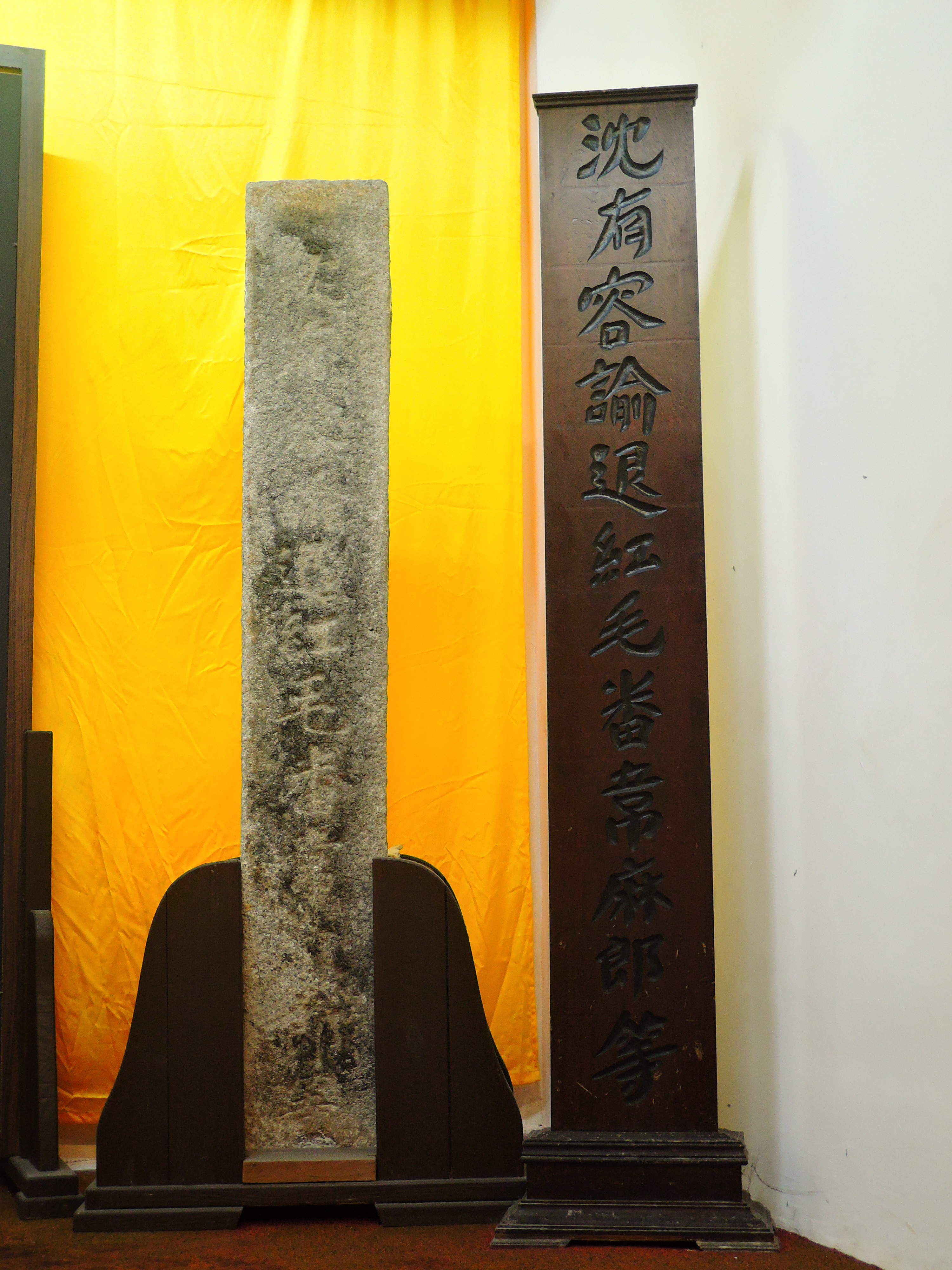
沈有容諭退紅毛番韋麻郎等（今存澎湖天后宮）

萬曆三十二年七月十二日（1604年8月7日），荷蘭人韋麻郎趁明軍汛兵撤防之隙開入澎湖，之後派人前往福建請求互市:46:9。南路总兵施德政欲令沈有容带兵剿荷兰人，沈有容主张对战舰及武器皆胜于明軍的荷兰人“谕以理，惧以祸，令其自疑”。同年閏九月廿七日（1604年11月18日），沈有容率軍抵達澎湖與荷蘭人進行交涉:46:9。沈有容向荷蘭將領韋麻郎表明明朝不允許荷蘭人在澎湖通商的決心，並透露福建當局擬派兵進剿的信息。而韋麻郎见明军五十艘大船向澎湖驶来而知難而退。沈有容退荷有功升為浙江都司僉事，同時為沈有容立石碑，碑上刻著「沈有容諭退紅毛番韋麻郎等」。
之後由浙江游擊調往天津，遷為溫處參將，後來罷歸。
萬曆四十四年（1616年），倭寇再犯福建。福建巡撫黃承元請特設水師，以沈有容統之，擒倭寇於東沙（現今之馬祖東莒島），同時招降海寇袁進、李忠，並且散遣其眾。

### 鎮守登萊
泰昌元年（1620年至1621年），建州左衛都督、女真首領努爾哈赤叛明並且入侵遼東，遼事嚴峻，明朝決定設立山東副總兵，駐守登州，以沈有容擔任。天啟元年（1621年），遼陽、瀋陽相繼被後金佔領。熊廷弼建三方佈置之議，以陶朗先巡撫登州、萊州，而擢沈有容都督僉事，任總兵官， 登、萊遂為重鎮。八月，毛文龍破後金。詔沈有容統水師一萬，偕天津水師直抵鎮江策應。沈有容嘆說：「率一旅之師，當方張之敵，吾知其不克濟也。」後來明軍果然失去鎮江，水師於是不進。天啟二年（1622年），廣寧被後金攻佔，遼民走避各個海島，日望登萊水師救援。當時陶朗先下令，敢渡一人者斬。沈有容抗命力爭，立命數十艘前往，獲救百姓數萬人。時金州、復州、蓋州三衛俱空無人，有人提議欲據守金州。沈有容言金州孤懸海外，登州、皮島俱遠隔大洋，聲援不及，不可以守。於是毛文龍後來攻取金州，未幾又失。
天啟四年（1624年），沈有容以年老乞骸骨辭官回鄉，於天啟七年（1627年）五月病死。獲崇祯帝贈都督同知，賜祭葬。

## 兒女
育子八人：
- 沈寿嶽（四子）：积极支持郑成功与张煌言抗清，于南明永曆十五年（清顺治十八年，1661年）被斩首。
- 沈寿崇（六子）：承襲沈有容之職位，崇祯十六年（1643年）在湖南被李自成部下杀害。
- 沈壽嶤（八子）：南明弘光元年（清顺治二年，1645年）响应金声桓号召，组织义军抗清，兵败被杀。

### 列表
- 『明史』列傳第一百五十八

## 延伸閱讀
[在维基数据编辑]
 《明史卷二百七十》，出自《明史》

- 鄭喜夫《沈有容傳》（南投：省文獻會，1979）
- 董振宇《沈有容傳》（宣城市歷史文化研究會會刊《宣城歷史文化研究》連載，2012）